# Lijst van abdissen van Burtscheid
Onderstaand een lijst van abdissen van de abdij van Burtscheid, tevens vorst-abdissen van het abdijvorstendom Burtscheid.
- ca. 1219–1269 Heilswindis van Gimmenich (rond 1231) ??? van Gimmenich, dochter von Arnold van Gimmenich, schout in Aken. Haar zuster Jutta trouwde met Arnold I van Franckenberg
- ca. 1234–56 Helswendis I
- 1256 Helswendis II (ook Helswengis)
- 1272 Sophia
- 1275 Ermengardis
- 1294 Helsmudis
- 1300–1317 Jutta
- 1317–1321/5 Elisabeth
- 1325 Aledis I van Molenark (von Müllenarck)
- 1338 Mechtildis I van Schonau
- ca. 1352–1356 Mechtildis II van Bongard, dochter van Reinard van Bongard of Bongart
- 1363–ca. 1390 Richardis van Ülpenich
- 1390–1395 Aleidis II van Molenark (priorin is Elisabeth van Serfs, subpriorin Aleidis van Brandenburg)
- 1395 Richmodis van Schellart zu Obbendorf
- 1414–1427 Katharina van Efferen
- 1427–1447 (geen gegevens beschikbaar)
- ca. 1447–64 Barbara van Franckenberg (ook Van Rode zu Frankenberg, Van Merode zu Frankenberg), dochter van Mechtild van Franckenberg en Andreas van Merode
  - 1460 Priorin Mechtild van Kessel
- 1470–1484 Johanna van Franckenberg
- 1497–1508 Hallenberg van Harff
- 1508–1514 Kunigunde van Virnich
- 1514–1540 Maria van Gulpen-Bernau
- 1541–1562 Petronella van Voß
- 1564–1575 Maria van Birgell
- 1575–1579 Margareta van Voß
- 1580–1614 Petronella II van Voß
- 1614–1616 Maria Raitz van Frentz
- 1616–1639 Anna Raetz van Frentz
- 1639–1674 Henriette Raitz van Frentz
- 1675–1676 Joanna Raitz van Frentz
- 1677–1680 Maria van Reede (1677 genoemd Anna Reedts)
- 1680–1703 Maria Agnes van Berghe, genoemd Trips
- 1703–1713 Angelberta d'Yve de Soye
- 1713–1750 Anna Carolina Margarethe barones van Renesse van Elderen
- 1750–1759 Maria Antoinette van Weustenraedt (von Woestenraeth), geboren 8 december 1698 als dochter van Johann Christian baron van Weustenraedt, heer van Schlessin, Grand-Richien en Surthier, en Irmgard van Wyhe
- 13 mei 1759 Johanna Theodora Theresia Freifrau von und zu Hamme † 10.Dez.1775
- 13 december 1775 tot 1788 Anna Francisca d’Awans de Lonchin de Flemalle
- 1788–1802 Maria Josephina van Eys, genoemd Beusdael van Zweibrüggen